# 큐베레이
큐베레이(영어: Qubeley, 일본어: キュベレイ)는 《건담 시리즈》에 등장하는 모빌 슈트(MS)로 분류되는 가공의 유인 조종식 인간형 로봇 병기이다. 1985년에 방영된 TV 애니메이션 《기동전사 Z 건담》에서 처음으로 등장했다.
작품 내에서 군사 세력 중 하나인 액시즈(이후 네오지온군)의 지도자 하만 칸의 전용기이다. 특수 능력을 지닌 뉴타입용의 시제기로 《기동전사 건담》에 등장하는 지온 공국군의 모빌 아머(MA) 엘메스의 소형 버전이라는 컨셉으로 개발되었다. 4개의 날개 모양의 대형 어깨 아머가 특징으로 허루 뒷부분의 컨테이너에는 소형 원격 조작식 빔 포인 판넬을 다수 격납하고 있다.

## 같이 보기
- 기동전사 Z 건담
- 하만 칸